# Клітоцибе рудий
Клітоцибе рудий, грузлик осінній лучний, говорушка руда (Infundibulicybe geotropa, синонім Clitocybe geotropa) — їстівний вид грибів роду клітоцибе (Clitocybe) з родини трихоломових (Tricholomataceae).

## Будова
Шапка 5-15 см в діаметрі, м'ясиста, в молодому віці випукла з підігнутим краєм, пізніше увігнуто-розпростерта, з віком лійкоподібна, інколи асиметрична. Поверхня шапки гладка, солом'яно-бежева, у вологу погоду дещо слизькувата.
Пластинки товсті, густі, в молодих грибів білувато-кремові, з віком кольору шапки, переплетені з дрібними пластинками, що часто роздвоюються поблизу краю шапки.
Ніжка масивна, щільна, висотою 5-10 см, діаметром 1-2 см, потовщена в основі, щільна, білувата, пізніше кольору шапки, волокниста.
М'якуш щільно-м'ясистий, пружний, білуватий, з солодкуватим смаком, приємним добре-відчутним запахом мигдалю та фруктово-лавандовими відтінком аромату.
Спори 6-9 х 5-7 мкм, майже шароподібні, без кольору, гладкі. Споровий порошок білий.

## Поширення та середовище існування
Сапрофітний гриб. Росте з кінця літа до пізньої осені на пасовищах, луках, узліссях, рідше на лісових галявинах. Зустрічається поодиноко і групами, часто утворює відьомські кола. 

## Практичне використання
Відмінний їстівний гриб у молодому віці, використовують свіжим, консервують, смажать. А також сушать, виготовляють грибний порошок, використовуючи як грибну ароматичну приправу. Старі гриби стають жорсткуватими. 